# Alex Ferrier
Alex Ferrier Abidar (Trinidad, Bolivia; 18 de mayo de 1973) es un veterinario, empresario y político boliviano que ocupó el alto cargo de gobernador del departamento del Beni desde el 31 de mayo de 2015 hasta su renuncia definitiva del 10 de noviembre de 2019.

## Biografía
Alex Ferrier nació el 18 de mayo de 1973 en la ciudad de Trinidad del Departamento del Beni. Comenzó sus estudios escolares en 1979, saliendo bachiller el año 1990 en su ciudad natal. Continuo con sus estudios profesionales, graduándose como veterinario de profesión el año 1995. Cabe mencionar que Alex Ferrier contrajo matrimonio con la modelo y reina de belleza Narda Rivero Balcázar (n.1982), la cual logró salir elegida con el título de "Señorita Beni 2001", participando también ese mismo año en el Miss Bolivia 2001 (principal certamen de belleza del país).  

### Elecciones subnacionales de 2010
Ferrier ingresó a la política boliviana el año 2010 cuando se desempeñó como presidente de la Asamblea Departamental del Beni. Ocupó ese cargo hasta el año 2015.
A pesar de que el nombre de Alex Ferrier, ya sonaba como un fuerte candidato para las Elecciones Departamentales de 2010, el Presidente de Bolivia Evo Morales Ayma dispuso que la candidata a la gobernación del Departamento del Beni sea la ex Miss Bolivia 2006 Jessica Jordan.

### Elecciones subnacionales de 2015
Después de que Jessica Jordan perdiera por estrecho margen las elecciones departamentales de 2010 y las elecciones departamentales de 2013; para las elecciones departamentales de 2015, el presidente Morales dispuso poner esta vez como candidato a la gobernación al empresario y veterinario Alex Ferrier. 
Ferrier tendría como principal opositor al exgobernador Ernesto Suárez Sattori. Pero faltando 9 días antes de efectuarse las elecciones, el Tribunal Supremo Electoral de Bolivia decide inhabilitar la sigla UD (Unidad Demócrata) en todo el Departamento del Beni y junto a ello a más de 200 candidatos de ese partido, incluyendo entre ellos al exgobernador Ernesto Suárez Sattori. El motivo de la inhabilitación sería que el partido de Suárez habría realizado una encuesta política propia y la habría publicado, lo cual está prohibido por ley.
En ese lapso de tiempo, el candidato Willy Mae, por el partido "NACER", decide renunciar por motivos de salud (diabetes) y deja la candidatura de su partido a su sucesor Carlos Dellien. El partido de Unidad Demócrata (que fue inhabilitado) decide aliarse con el partido NACER (Nacionalidades Autónomas por el Cambio y Empoderamiento Revolucionario) para hacer un solo frente político frente el candidato del Movimiento al Socialismo Alex Ferrier. 
En las elecciones, no pudo sacar la diferencia del 10% con relación al segundo lugar que se necesita. Es de esa manera que los 2 primeros candidatos fueron a una segunda vuelta. En estos comicios, ganó la elección por un estrecho margen.

### Gobernador del Departamento del Beni (2015-2019)
Asumió el cargo de Gobernador del Departamento del Beni a sus 42 años de edad el 1 de junio de 2015. El 10 de noviembre de 2019 renunció a su cargo de gobernador debido a los conflictos sociales suscitados en ese mes, que desencadenaron en la renuncia del presidente Evo Morales Ayma.

### Denuncias
El 4 de agosto de 2020, el Gobierno de Jeanine Añez a través de su viceministro de transparencia y lucha contra la corrupción Guido Melgar, decidieron acusar al ex gobernador del Departamento del Beni Alex Ferrier Abidár del Movimiento al Socialismo (MAS-IPSP), denunciándolo ante la justicia boliviana por haber cometido supuestamente cuatro delitos, entre ellos: uso indebido de influencias, malversación de fondos, conducta antieconómica e incumplimiento de deberes. A su vez, el 29 de julio de 2020, el viceministro Guido Melgar decidió inclusive denunciar también a la ex candidata a la gobernación del Beni y ex Miss Bolivia 2006 Jessica Jordan del Movimiento al Socialismo (MAS-IPSP) por haber cometido supuestamente los delitos de enriquecimiento ilícito y falsedad en declaración jurada de bienes.